# Nysa (drottning av Bithynien)
Nysa, död 000-talet f.Kr., var drottning av Bithynien som gift med Nicomedes IV av Bithynien. 
Hon var dotter till Ariarathes VI av Kappadokien.